# Lluís Gonzaga
Per a altres sants o persones venerades amb el nom Lluís  vegeu: Sant Lluís (desambiguació)
Lluís Gonçaga (Castiglione delle Stiviere, 9 de març de 1568 - Roma, 21 de juny de 1591) va ser un religiós jesuïta, venerat com a sant per l'Església Catòlica.

## Vida
Fill de Ferrante Gonzaga, marquès de Castiglione delle Stiviere i de Marta Tana, de Santena, va néixer al castell de la família, a Castiglione delle Stiviere. Era el primer de set fills i l'hereu del títol, per la qual cosa va ser educat i preparat per a la vida militar. En 1580 va rebre la primera comunió de Carles Borromeu que visitava la diòcesi de Brescia. En 1581 anà a Madrid, on va ser dos anys com a patge de la cort, al servei de Felip II d'Espanya.
Va estudiar lletres, ciències i filosofia, va llegir textos religiosos i va meditar la decisió de fer-se jesuïta. Malgrat contrariar la voluntat paterna, als 17 anys ingressà al noviciat de la Companyia de Jesús a Roma, on estudià teologia i filosofia. Entre els seus professors hi havia Sant Robert Bellarmino.
El 1590-1591 una sèrie de malalties infeccioses van causar milers de morts a Roma, entre elles les dels papes Sixte V, Urbà VII i Gregori XIV. Lluís Gonzaga, amb Sant Camil de Lellis i altres companys, van entestar-se a ajudar els malalts, amb risc de la seva vida. Com que ell mateix ja havia estat malalt, només podia fer-se càrrec de casos que no s'encomanaven però, havent trobat un apestat al carrer, el va carregar a l'esquena per portar-lo a l'hospital. Va morir als pocs dies, a l'edat de 23 anys.

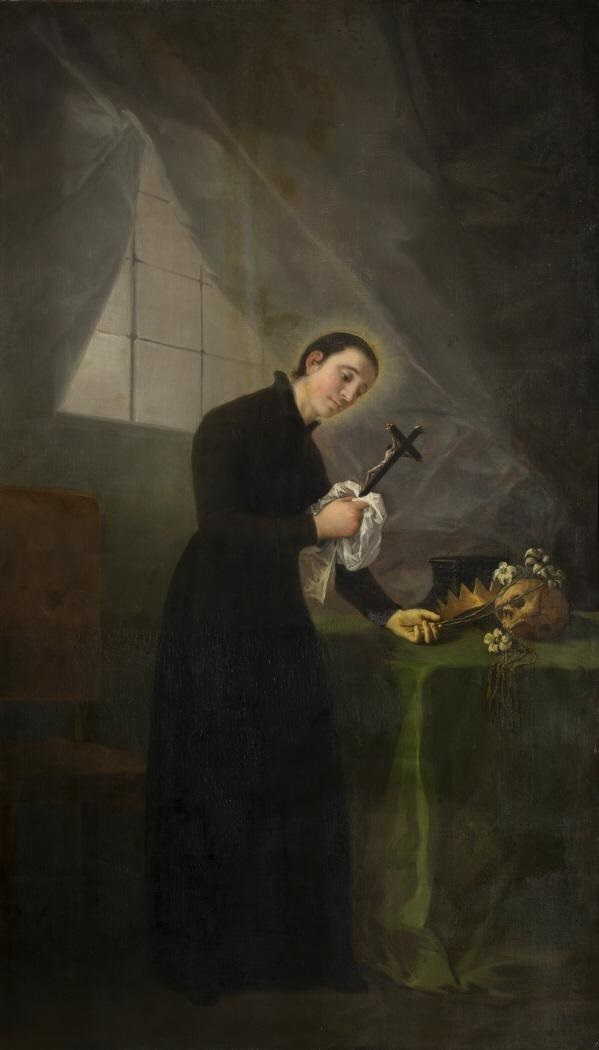
Pintura de Francisco de Goya, ca. 1720 (Saragossa, Museo Provincial de Bellas Artes)
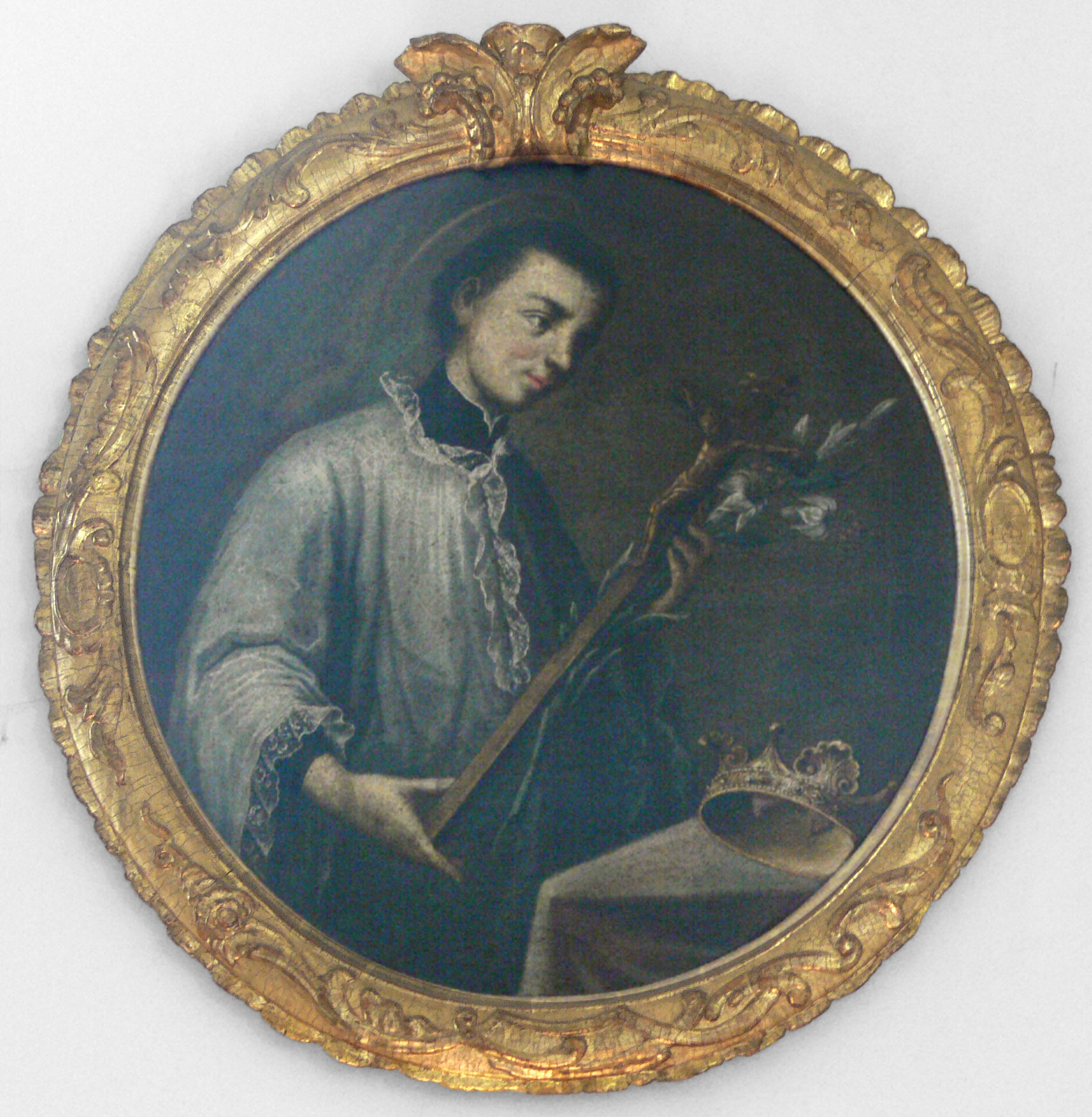
Pintura del s. XVIII a St. Magnus de Waldburg
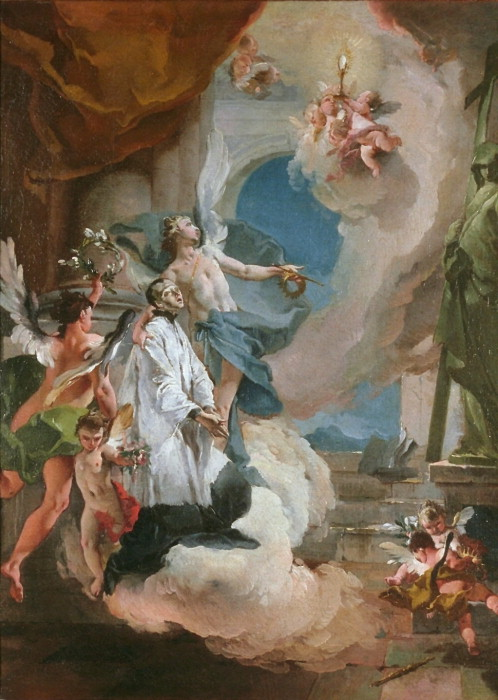
Glòria de Sant Lluís Gonzaga per Giovanni Battista Tiepolo
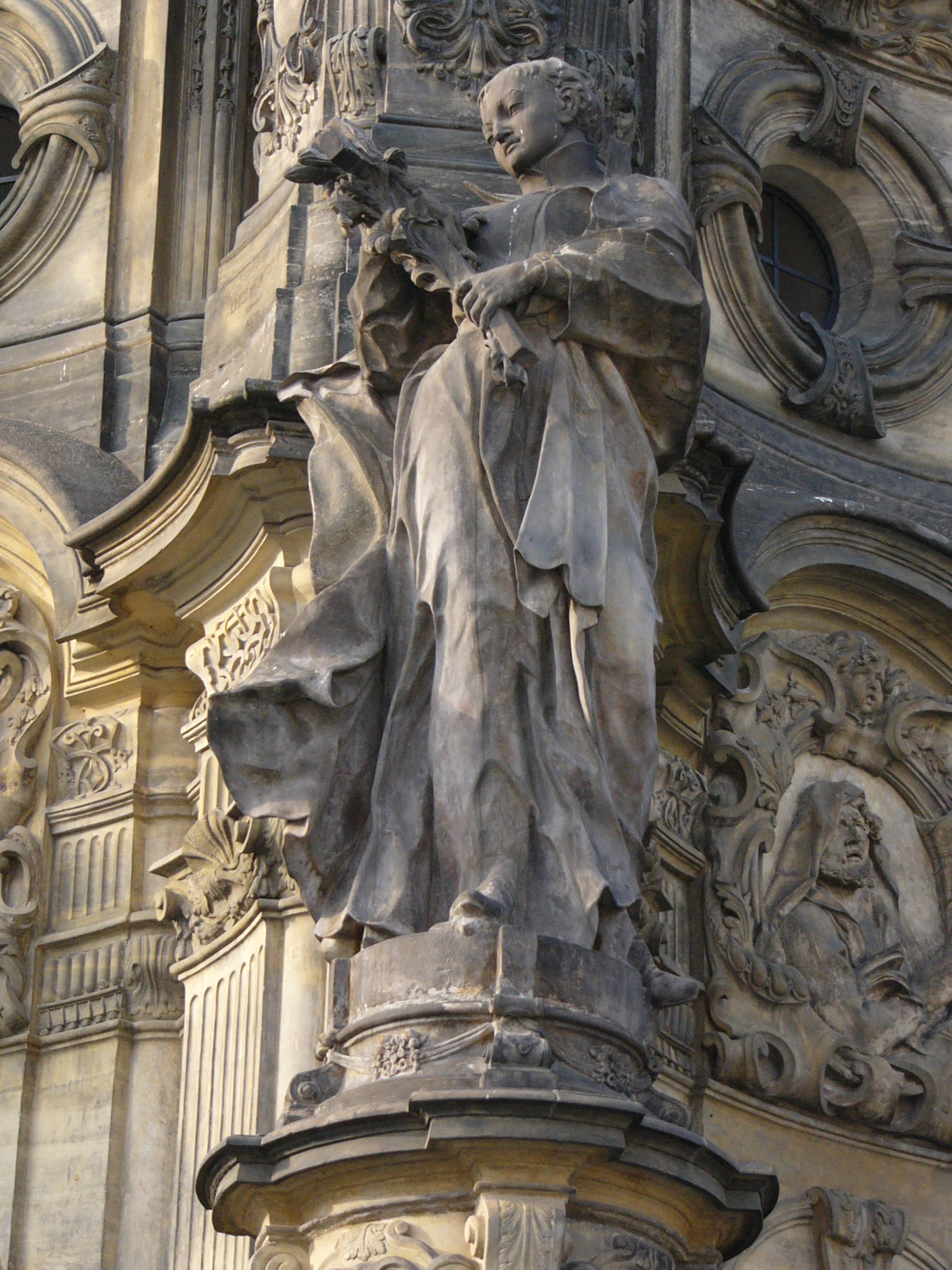
Escultura a la Columna Santa d'Olomuc (s. XVIII)

## Culte
El seu cos va ser sebollit a l'església de Sant'Ignazio di Loyola a Campo Marzio, a Roma, en un altar barroc esculpit per Andrea Pozzo i Pierre Legros, mentre el seu crani es conserva a la basílica del seu nom de Castiglione delle Stiviere. La mandíbula és a la Chiesa Madre di Rosolini, a la província de Siracusa.
Va ser beatificat per Pau V el 19 d'octubre de 1605. El 31 de desembre de 1726 va ser canonitzat juntament amb sant Estanislau Kostka per Benet XIII. Aquest el proclamà «protector dels estudiants» el 1729. El 1926 fou proclamat sant patró de la joventut catòlica per Pius XI.

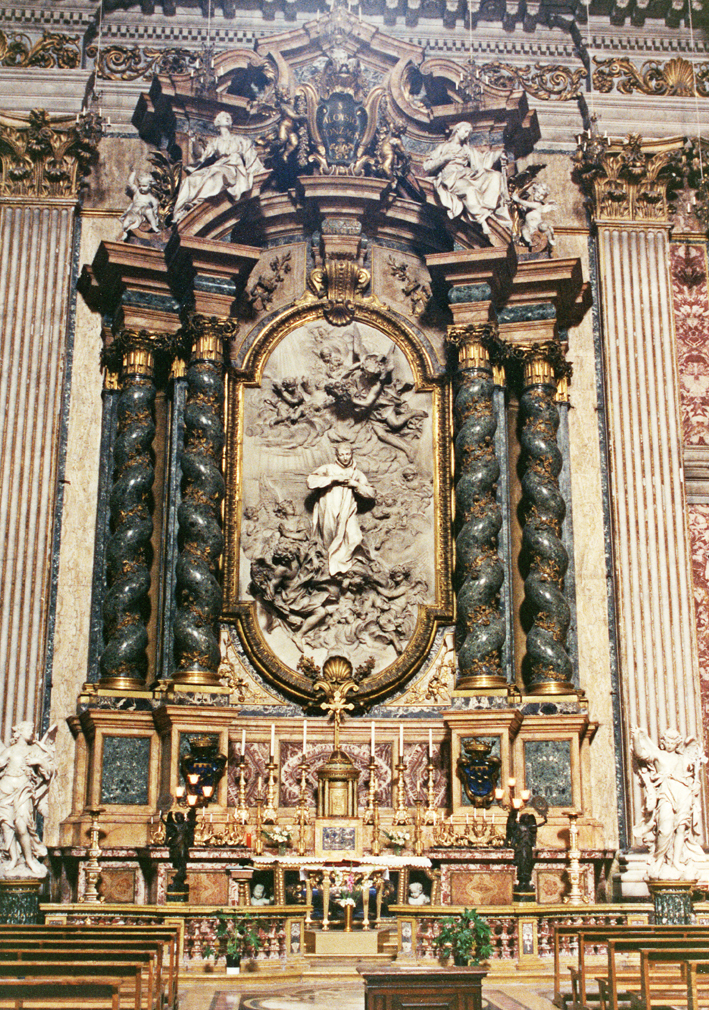
Altar i tomba del sant a Sant'Ignazio de Roma
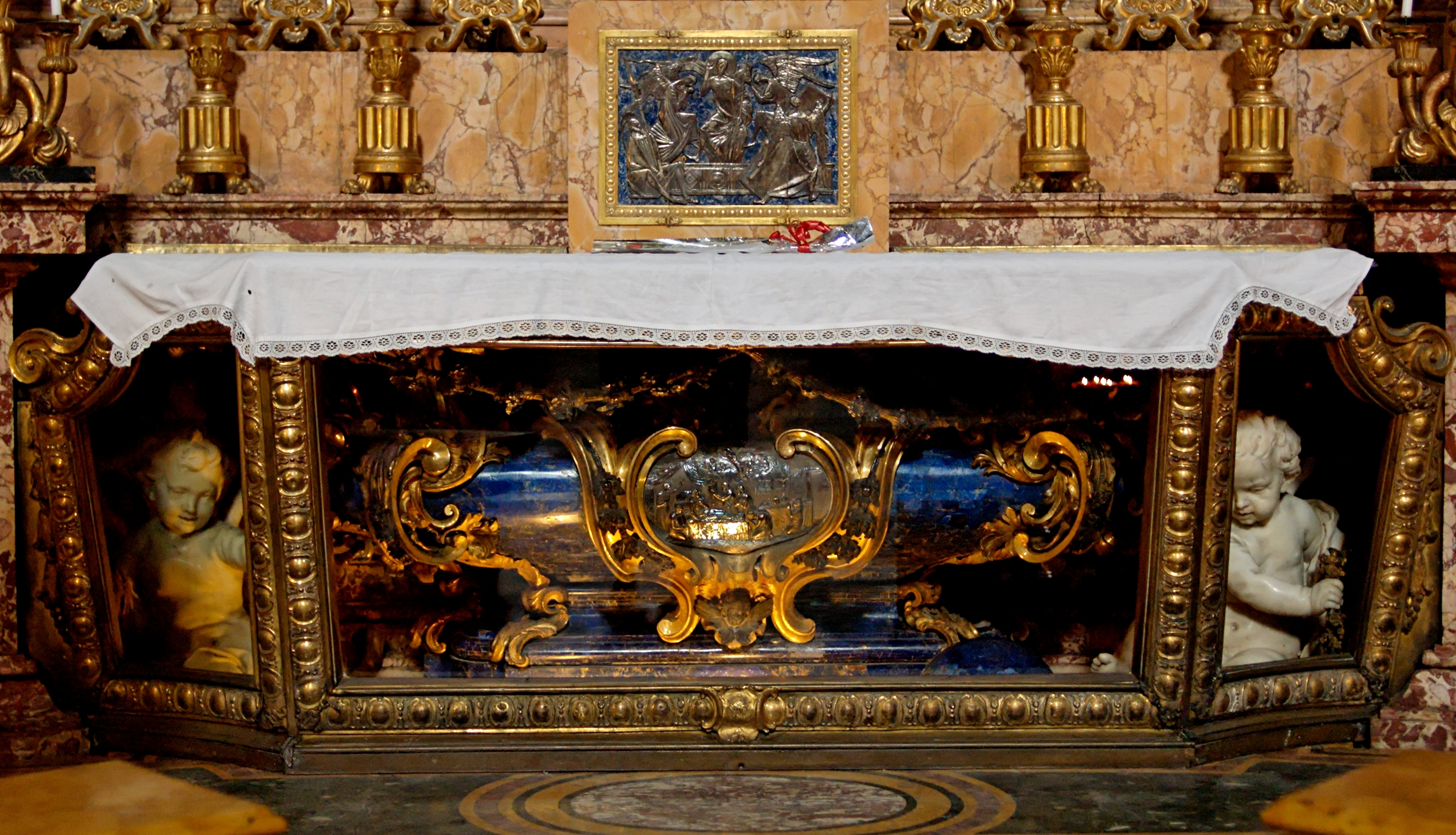
Tomba a Sant'Ignazio
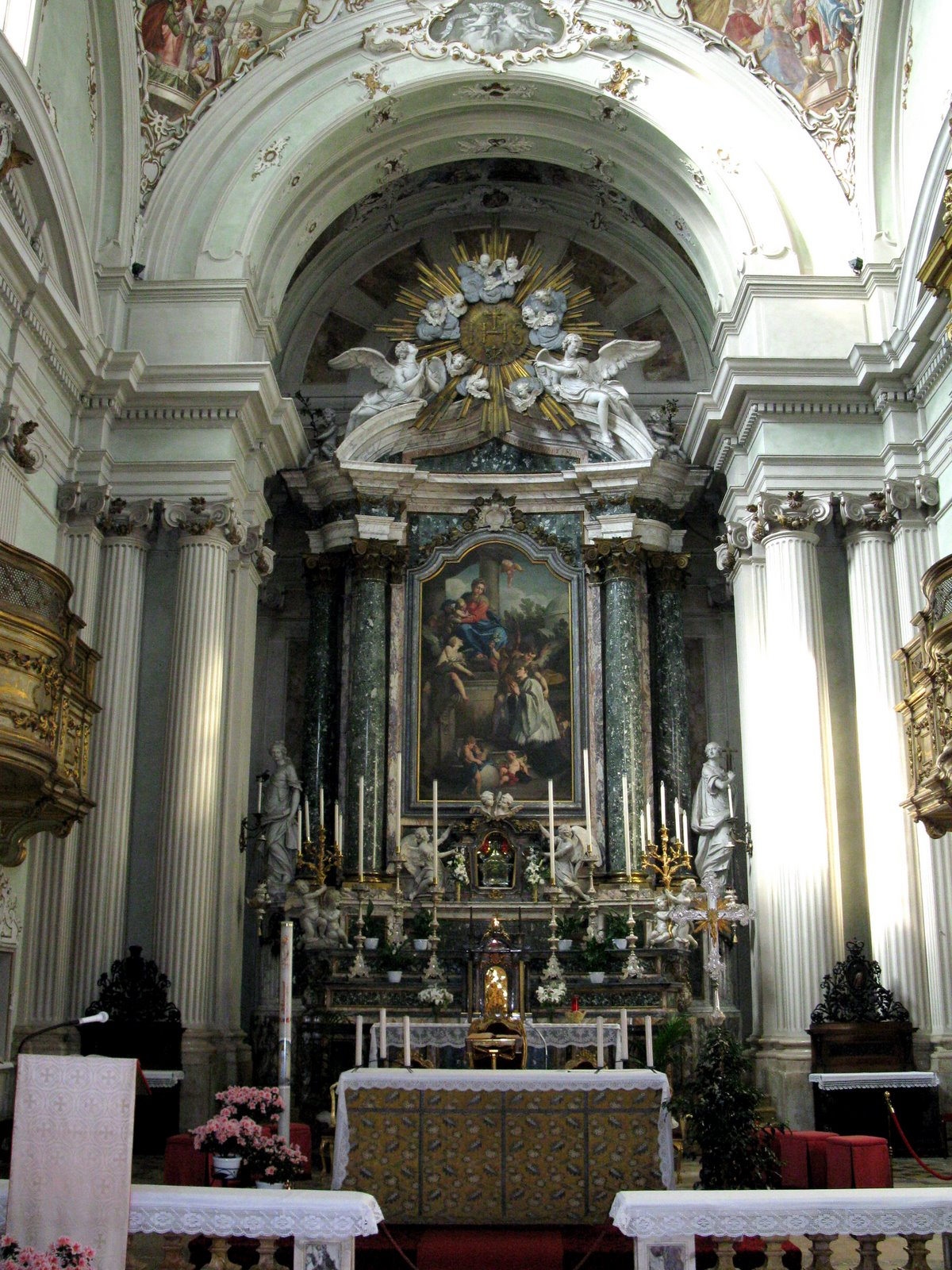
Altar de San Luigi de Castiglione, amb la relíquia del crani del sant
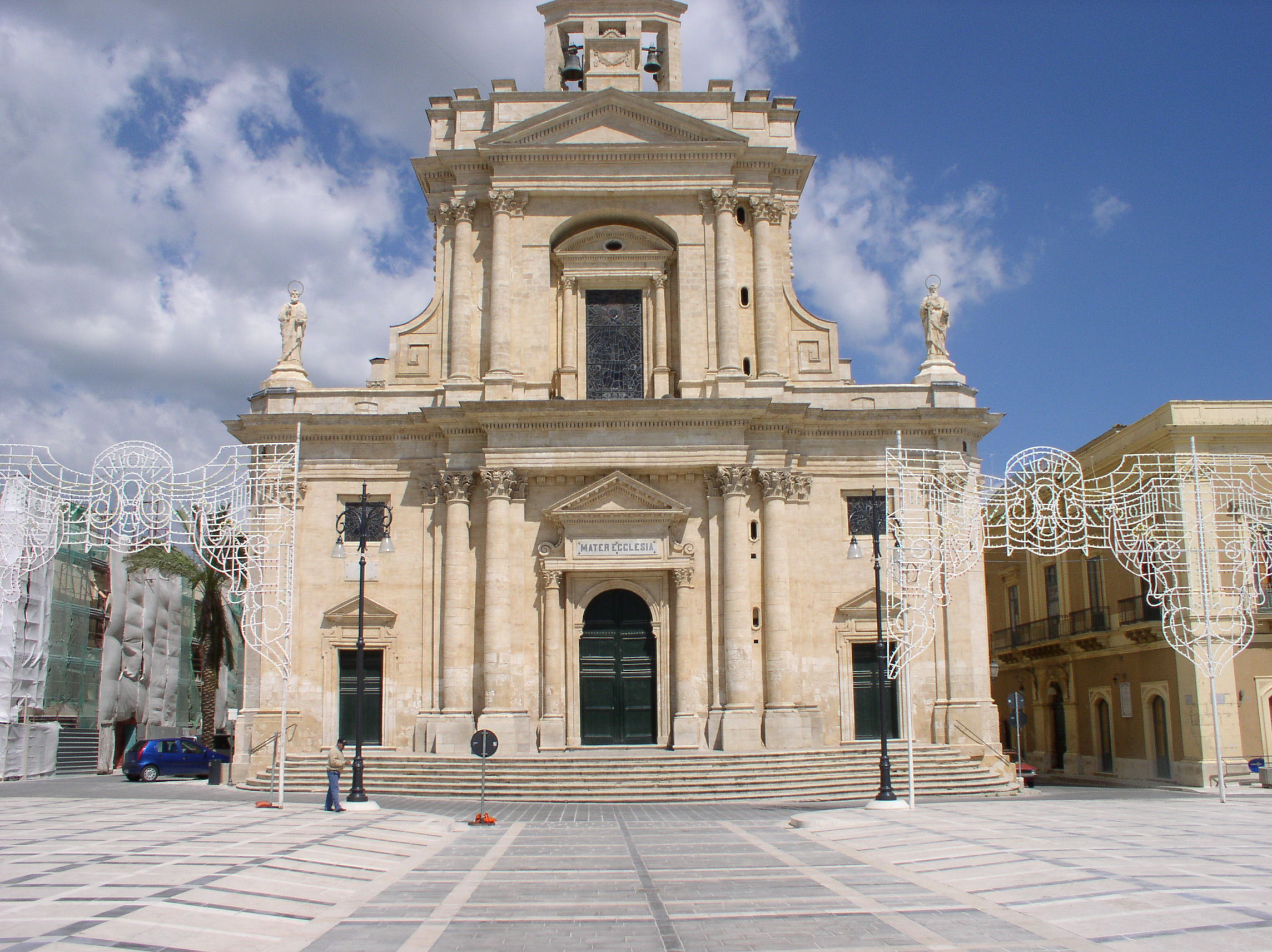
Chiesa Madre de Rosolini, amb la mandíbula del sant

## Llegat
La Universitat Gonzaga duu el seu nom.